# Universidad de Tianjin
La Universidad de Tianjin (UT, en chino tradicional, 天津大學; en chino simplificado, 天津大学; pinyin, Tiānjīn Dàxúe) es la primera  institución de educación superior moderna en China y ahora es una universidad pública bajo la administración directa del  Ministerio de Educación de la República Popular China. Está clasificada como una Universidad «Clase A Doble Primera Clase» del Ministerio de Educación Chino. La universidad fue establecida en 1895 como la Universidad Imperial Tientsin (en chino tradicional, 天津北洋西學學堂; en chino simplificado, 天津北洋西学学堂) y luego como la Universidad Peiyang (o Universidad Beiyang). En 1951, luego de una reestructuración, se cambió el nombre a Universidad de Tianjin y se convirtió en una de las universidades de ingeniería multidisciplinaria en China. La universidad fue una de las primeras 16 universidades acreditadas por la nación en 1959. La Universidad de Tianjin es además parte del primer grupo de instituciones de educación superior en el Proyecto nacional 211, a las cuales se les da prioridad en construcción. Con el fin de llevar a cabo el «Plan de acción de revitalización educativa del siglo 21», a finales del año 2000 el Ministerio de Educación y la Municipalidad de Tianjin firmaron un acuerdo que busca convertir a la Universidad de Tianjin en una universidad de primera clase mundial en el siglo 21.

### Rankings
La Universidad de Tianjin está en el puesto global 429 y puesto 21 en China del Ranking mundial QS 2020, en el rango 501-600 global y puesto 82 en Asia del Ranking THE 2020 y en el puesto 18 del Ranking de Mejores Universidades Chinas 2018. La Facultad de Arquitectura de la Universidad de Tianjin se encuentra entre las de mejor reputación en el país, permitiendo que la universidad esté calificada entre las ocho mejores a nivel nacional en el campo de la arquitectura.

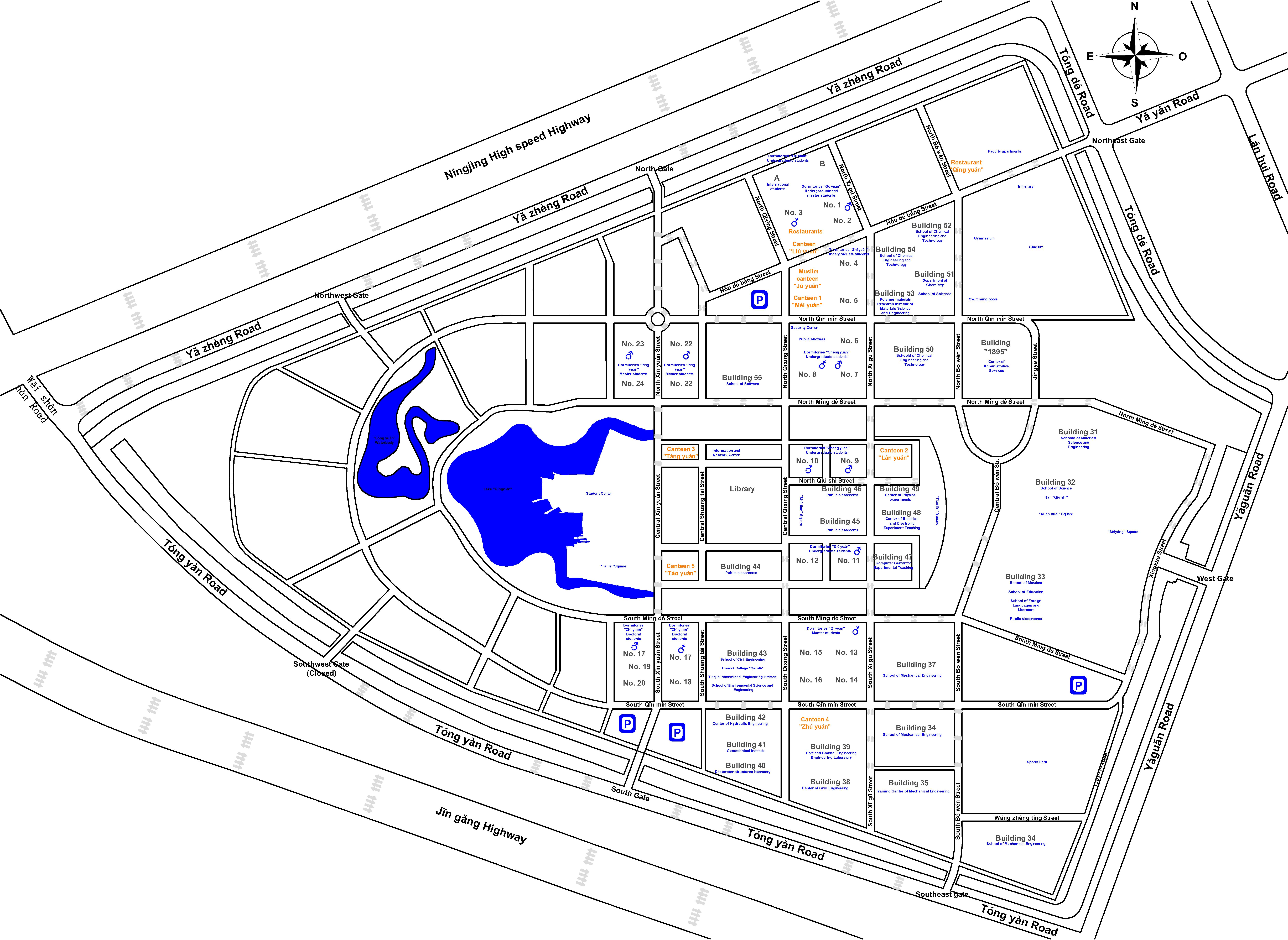
Mapa del Campus Beiyang de la Universidad de Tianjin.

## Alumnos notables
Entre los exalumnos/alumnos se encuentran:
- Wang Chonghui,[12] jurista, diplomático y político
- Tang Shaoyi, estadista asesinado
- Ma Yinchu, economista y padre de la Planificación familiar[13]
- Xu Zhimo, poeta
- Chen LiFu, burócrata, político y anticomunista
- Wang Zhengting, diplomático y político
- Huang Jiqing, geólogo
- Jia Qinglin, retirado líder de alto rango de la República Popular China y de su gobernante Partido Comunista
- Larry Yung, expresidente de CITIC Limited
- Sun Guangxin, empresario multimillonario presidente de Xinjiang Guanghui Industry Investment Group Co., Ltd[14]

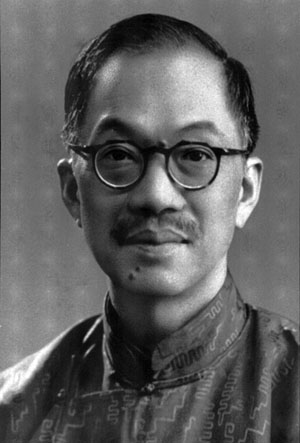
Wang Chonghui, Ministro de Relaciones Exteriores (1937-1941) de la República de China

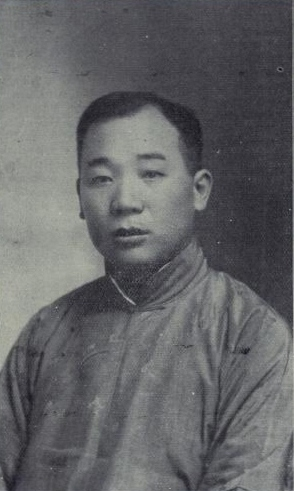
Ma Yinchu, Rector de la Universidad de Pekín (1951-1960)